# When We First Met
When We First Met es una película estadounidense de comedia romántica dirigida por Ari Sandel, escrita por John Whittington y protagonizada por Adam DeVine, Alexandra Daddario, Shelley Hennig, Andrew Bachelor y Robbie Amell. Fue estrenada mundialmente en Netflix el 9 de febrero de 2018.

## Sinopsis
Tras pasar una noche con la chica de sus sueños, un hombre tiene la oportunidad de viajar en el tiempo y alterar esa noche una y otra vez hasta que todo sea perfecto.

## Reparto
- Adam DeVine como Noah Ashby.[2]
- Alexandra Daddario como Avery Martin.[2]
- Shelley Hennig como Carrie Grey.[3]
- Andrew Bachelor como Max.[1]
- Robbie Amell como Ethan.[4]

## Producción
En mayo de 2016, Ari Sandel fue contratado para dirigir la película desde un guion escrito por John Whittington y Adam DeVine, mientras que los productores serían Adam Saunders de Footprint Features, Mason Novick de MXN Entertainment, con Mary Viola y McG de Wonderland Sound and Vision.
La fotografía principal comenzó a mediados de julio de 2016 en Nueva Orleans.

## Recepción
When We First Met ha recibido reseñas mixtas a negativas de parte de la crítica y mixtas a positivas de parte de la audiencia. En el portal de internet Rotten Tomatoes, la película posee una aprobación de 43%, basada en 23 reseñas, con una calificación de 5.0/10, mientras que de parte de la audiencia tiene una aprobación de 57%, basada en 707 votos, con una calificación de 3.5/5.
Metacritic le ha dado a la película una puntuación de 36 de 100, basada en 6 reseñas, indicando "reseñas generalmente desfavorables". En el sitio IMDb los usuarios le han dado una calificación de 6.4/10, sobre la base de 50 025 votos. En la página FilmAffinity tiene una calificación de 5.1/10, basada en 2464 votos.